# محمد حواضلي مذر
محمد حواضلي مذر هو رئيس وزراء الصومال (فترة جمهورية الصومال الديمقراطية) من 3 سبتمبر 1990 وحتى 24 يناير 1991.